# Ndondská Wikipedie
Ndondská Wikipedie (anglicky Ndonga Wikipedia, oficiální název v ndondštině neexistoval) je uzavřená jazyková verze Wikipedie v ndondštině. Byla uzavřena v prosinci 2009, jelikož obsahovala pouze 8 článků a nebyl tu zaregistrován žádný aktivní uživatel ani správce. V počtu článků to byla 315. největší Wikipedie.